# Rime di Argia Sbolenfi
Rime di Argia Sbolenfi è un'opera di Olindo Guerrini, del 1897, uscita con la prefazione di Lorenzo Stecchetti (altro pseudonimo dello stesso Guerrini, tra i tanti da lui usati quello che ebbe più notorietà).

## Storia editoriale
Lo pseudonimo di Argia Sbolenfi era apparso, presentandosi come poetessa, già nel 1883 nel periodico Ehi! ch'al scusa.... Guerrini rilevò questo personaggio nel 1892, facendogli comporre alcune poesie scollacciate che poi, nel 1897, furono raccolte in volume ed uscirono per l'editore Monti di Bologna.
Argia rappresenta il tipo della zitella che confessa frequentemente le sue privazioni erotiche. Tra le poesie più celebri si deve ricordare l'allusivo Inno al salame.
Da un punto di vista metrico, si distingue il cosiddetto sonetto sbolenfio giocato su rime al mezzo nello stesso verso e con tutti i versi sdruccioli, come nel seguente esempio:
In quest'opera si rinviene l'attestazione della frase «armiamoci e partite», usata nella poesia Agli Eroissimi, destinata a essere più volte ripresa fino a diventare proverbiale.